# Сойлент
«Со́йлент» (англ. Soylent от soybean — соя и lentil — чечевица) — порошкообразный продукт, растворяемый в воде, призванный, по замыслу своего создателя, полностью заменить традиционную пищу. Содержит все вещества, поступающие с пищей и необходимые для поддержания жизнедеятельности. Разработан в 2013 году американским предпринимателем и программистом Робом Райнхартом (англ. Rob Rhinehart). В апреле 2014 года поступил в продажу.
Существует веганская версия напитка, не содержащая рапса и рыбьего жира.

## История

### Создание
История Сойлента началась с 30-дневного эксперимента в области питания. В январе 2013 года инженер-программист Роб Рейнхарт приобрёл 35 ингредиентов, которые, как он узнал из учебников по биохимии питания, необходимы организму для выживания. Работая на один стартап, Рейнхарт пришёл к выводу, что тратит слишком много времени на приготовление пищи, и захотел решить эту проблему. Ингредиенты, которые он приобрёл, включали: глюконат калия, карбонат кальция, мононатрийфосфат, различные углеводы, оливковое масло, жирные кислоты и другие. Рейнхарт смешал все ингредиенты в блендере и добавил в них воды, после чего выпил получившийся коктейль.
Следующие 30 дней Рейнхарт не употреблял в пищу ничего, кроме Сойлента, постоянно следя за результатами. Впоследствии, как утверждал Рейнхарт, его запасы сил возросли, кожа улучшилась, и он мог бегать больше, чем раньше. Впоследствии он скорректировал пропорции своего продукта для борьбы с такими проблемами, как учащенное сердцебиение и дефицит железа.
В течение следующих двух месяцев Рейнхарт жил в основном на Сойленте, выявляя и исправляя дальнейшие проблемы, и продолжал совершенствовать формулу продукта. Одно изменение заключалось в использовании овсяного порошка вместо мальтодекстрина, так как изначальная формула не имела клетчатки. Его ежемесячные затраты на еду упали примерно с 470 долларов США до 150 долларов США, и Сойлент дал ему полный контроль над своим питанием, что позволило ему точно настроить потребление любого питательного вещества по своему усмотрению.

### Коммерческий успех
Рейнхарт писал об эксперименте в своем блоге, и это привлекло внимание сайта Hacker News, что в итоге привело проект на краудфандинговую платформу Tilt. На Tilt Сойлент собрал 1,5 млн долларов в предзаказах, что способствовало развитию порошка из концепции в коммерческий продукт. Таким образом Сойлент стал одним из самых финансируемых краудфандинговых проектов, которые когда-либо были. В апреле 2014 года СМИ сообщили, что Rosa Foods запустил производство Сойлента, в который уже было вложено около 2,6 млн долларов. В январе 2015 года Сойлент получил финансирование в размере 20 миллионов долларов от венчурного фонда Andreessen Horowitz.
До июня 2015 года Сойлент был доступен только для клиентов из США. Но 15 июня 2015 года была налажена доставка продукта в Канаду, по той же цене, что и для американских клиентов. Распространение на европейский рынок является целью компании на ближайшее будущее. В октябре 2017 года Канада отказалась от дальнейших поставок Soylent из-за несоблюдения канадских норм для заменителей еды.
В июле 2017 года Сойлент начал продаваться в магазинах 7-Eleven около Лос-Анджелеса. К апрелю 2018 года Сойлент продавался более чем 8000 магазинах 7-Elevens по всей стране. Также его планируют продавать через сеть Walmart.

### Название
Название и свойства этого продукта удивительно точно совпадают с таким же продуктом из американского фильма-антиутопии «Зеленый Сойлент» режиссёра Ричарда Флейшера, снятого в 1973 году по роману Гарри Гаррисона. В фильме (как и в романе) сойлент — это искусственно разработанный высококалорийный продукт, выработанный из планктона и призванный заменять обычную пищу. В конечном итоге выясняется страшная правда, что сойлент делают не из планктона, а из людей.

## Состав
Ниже представлен, согласно официальному сайту создателя, список ингредиентов первоначальной версии напитка, сформированный после 30 дней экспериментов. Многие отсутствуют в широком доступе, и производитель вынужден заказывать их напрямую у лабораторий.
- Углеводы (400 г), в форме олигосахаридов (например, мальтодекстрин);
- белки (50 г), в виде пудры (например, рисовый белок);
- жиры (65 г), в виде оливкового масла;
- натрий (2,4 г), из поваренной соли;
- калий (3,5 г), в форме глюконата калия[англ.];
- хлор (3,4 г), также из поваренной соли;
- клетчатка (5 г);
- кальций (1 г), в виде карбоната кальция;
- железо (18 мг), в форме хелата железа[англ.];
- фосфор (1 г), в форме дигидрофосфата натрия;
- иод (150 мкг);
- магний (400 мг);
- цинк (15 мг);
- селен (70 мкг);
- медь (2 мг);
- марганец (2 мг);
- хром (120 мкг);
- молибден (75 мкг);
- витамин A (5000 МЕ);
- витамин B6 (6 мкг);
- витамин C (60 мг);
- витамин D (400 МЕ);
- витамин E (30 МЕ);
- витамин K (80 мкг);
- тиамин (1,5 мг);
- рибофлавин (1,7 мг);
- никотиновая кислота (20 мг);
- фолиевая кислота (400 мкг);
- биотин (300 мкг);
- пантотеновая кислота (10 мг);

Дополнительные ингредиенты:
- ликопин (500 мкг);
- омега-3-ненасыщенные жирные кислоты (750 мг);
- женьшень (50 мкг);
- гинкго двулопастный (100 мкг);
- лютеин (500 мкг);
- альфа-каротин[англ.] (140 мкг);
- ванадий (100 мкг).

В состав продукции Soylent входят «генетически модифицированные» компоненты.

## Пищевая ценность
Ниже представлена таблица пищевой ценности напитка «Сойлент» версии «1.0» в перерасчёте на одну порцию (148 г), в упаковке 3 порции.
| Содержание в порции (148 г)           | Количество                            | Только порошок   | с добавлением жиров |
| ------------------------------------- | ------------------------------------- | ---------------- | ------------------- |
| энергетическая ценность (ккал, всего) | энергетическая ценность (ккал, всего) | 510              | 670                 |
| энергетическая ценность (ккал, жиры)  | энергетическая ценность (ккал, жиры)  | 45               | 210                 |
|                                       |                                       | % суточной нормы |                     |
| жиров всего                           | 5 г                                   | 8 %              | 37 %                |
| насыщенные жиры                       | 1 г                                   | 5 %              | 15 %                |
| трансжиры                             | 0 г                                   |                  |                     |
| холестерин                            | 0 мг                                  | 0 %              | 0 %                 |
| натрий                                | 350 мг                                | 15 %             | 15 %                |
| калий                                 | 1155 мг                               | 33 %             | 33 %                |
| углеводов всего                       | 84 г                                  | 28 %             | 28 %                |
| клетчатка                             | 8 г                                   | 32 %             | 32 %                |
| сахара                                | 2 г                                   |                  |                     |
| белки                                 | 38 г                                  |                  |                     |
| витамин A                             |                                       | 33 %             | 33 %                |
| витамин C                             |                                       | 33 %             | 33 %                |
| кальций                               |                                       | 40 %             | 40 %                |
| железо                                |                                       | 40 %             | 40 %                |
| витамин D                             |                                       | 33 %             | 33 %                |
| витамин E                             |                                       | 33 %             | 47 %                |
| витамин K                             |                                       | 37 %             | 52 %                |
| тиамин                                |                                       | 33 %             | 33 %                |
| рибофлавин                            |                                       | 33 %             | 33 %                |
| никотиновая кислота                   |                                       | 33 %             | 33 %                |
| витамин B6                            |                                       | 33 %             | 33 %                |
| фолиевая кислота                      |                                       | 33 %             | 33 %                |
| витамин B12                           |                                       | 33 %             | 33 %                |
| биотин                                |                                       | 33 %             | 33 %                |
| пантотеновая кислота                  |                                       | 33 %             | 33 %                |
| иод                                   |                                       | 57 %             | 57 %                |
| магний                                |                                       | 33 %             | 33 %                |
| цинк                                  |                                       | 33 %             | 33 %                |
| селен                                 |                                       | 33 %             | 33 %                |
| медь                                  |                                       | 37 %             | 37 %                |
| марганец                              |                                       | 33 %             | 33 %                |
| хром                                  |                                       | 33 %             | 33 %                |
| молибден                              |                                       | 33 %             | 33 %                |

## Влияние на здоровье
Создатели Сойлент заявляют, что в нём содержится всё необходимое для здорового образа жизни. Но могут иметь место недостатки психосоциального характера при питании только Сойлентом, потому что получение удовольствия в процессе приёма самой пищи и приёма пищи в компании других людей имеет важное значение.
Некоторые люди испытывали нарушения работы ЖКТ от потребления Сойлента.
Содержание свинца и кадмия
13 августа 2015 года некоммерческая организация по охране окружающей среды и корпоративной социальной ответственности As You Sow заявила, что напиток Soylent не имел адекватной маркировки о наличии свинца и кадмия в количествах, требующих такой маркировки. При этом Soylent содержит уровни свинца и кадмия намного ниже уровня, установленного FDA.

## Стоимость
В сентябре 2013 года Райнхарт заявил, что хотел бы добиться снижения стоимости итогового продукта до 5 $ в день. Райнхарт заявил также, что на апрель 2013 года тратил на Сойлент 154,62 $ в месяц, а калорийность такой диеты составила 2700 ккал в день. Стоимость коммерческого рациона Сойлент для одного человека составляет в настоящий момент (май 2014 г.) 65 $ (упаковка на неделю) и 255 $ (упаковка на месяц). Это может быть дешевле питания в предприятиях общественного питания или с приобретением готовых блюд. Для сравнения, при готовке дома семья из четырёх человек в США может, по оценке американского министерства сельского хозяйства, обеспечить себе полноценный, хотя и максимально экономный рацион, тратя на закупку продуктов питания 146 $ в неделю (примерно 634 $ в месяц, или по 159 $ на человека).

## Проблемы
В 2016 году Soylent приостановил продажи растворимого порошка Soylent 1.6 после жалоб клиентов на проблемы с желудочно-кишечным трактом. Ранее Soylent приостановила продажи батончиков Soylent Bar. Сама компания утверждает, что менее 0,1 % покупателей, употреблявших Soylent 1.6, пожаловались на те же проблемы, что и покупатели батончиков.